# 石田尚志
石田 尚志（いしだ たかし、1972年5月31日 - ）は日本の現代美術家、映像作家。アブストラクト・アニメーション（抽象アニメーション）作家。父は音楽評論家の石田一志。

## 経歴
東京都出身。慶應義塾高等学校中退後、沖縄県に渡り画家の真喜志勉（歌手coccoの父とは同姓同名だが別人）に師事する。イメージフォーラム付属映像研究所でアニメーションを学び、在学中の1995年に初のアニメーション作品『絵巻』を発表する。1999年、東大駒場寮の一室を1年間借りきって描き上げた『部屋／形態』で注目を集める。
2003年、カナダのイメージーズ・フェスティバルでベスト・インターナショナル・フィルム・アワードを受賞。2007年に第18回五島記念文化賞美術新人賞を受賞し、トロントに留学する。
2006年多摩美術大学講師に着任し、2020年より教授。
2025年、第75回芸術選奨文部科学大臣賞受賞。

## 人物
映画が大好きでスタンリー・キューブリック、宮崎駿、押井守、フェデリコ・フェリーニ。自分が惹かれる監督はみな、物語だけでなく独自のやり方で時間と空間を描いているとインタビューで話している。

## 作品
- 死者の書　1994
- 絵巻　1995
- 絵巻その2　1996
- 闇の絵巻　1997
- 部屋／形態　1999
- フーガの技法　2001　愛知芸術文化センター・オリジナル映像作品第10弾
- 椅子とスクリーン　2002
- 絵馬・絵巻2　2006
- 海の映画　2007
- 海坂の絵巻　2007
- Reflection  2009
- 光の絵巻　2011
- 音楽と空間のドローイング　2012
- 白い部屋　2012
- 影の部屋　2012
- 燃える椅子　2013
- 渦巻く光　2015
- 光の落ちる場所　2015
- 渦巻く光2016  2016
- 透過光絵巻 2016
- 回転絵巻 2016
- 絵と窓の間  2018
- 冬の絵・雪上絵画　2019
- 弧上の光　2019
- 彫刻作品《4:3》　2019
- 彫刻作品《ダンス》2019